# Saison 2011-2012 de l'Olympique de Marseille
Maillots
Chronologie
Saison précédente Saison suivante
La saison 2011-2012 de l'Olympique de Marseille débute alors que le club a remporté deux trophées : celui de la Coupe de la Ligue contre Montpellier et le Trophée des champions face à Paris. Didier Deschamps est reconduit pour la troisième année à la tête de l'équipe et se fixe pour objectif le titre de champion de France. Le club est par ailleurs engagé dans quatre autres compétitions que sont les deux coupes nationales, la Ligue des champions et le Trophée des champions.
Finalement, l'Olympique de Marseille remporte la Coupe de la Ligue en finale contre l'Olympique lyonnais et remporte le Trophée des champions face à Lille. L'équipe est cependant éliminée de la Coupe de France et de la Ligue des champions au même stade des quarts de finale. Le club se hisse enfin à la dixième place du championnat de France, résultat insuffisant pour reconduire Didier Deschamps à la tête de l'équipe pour la saison prochaine.

## Historique

### Préparation d'avant-saison
Le groupe olympien pour le stage en Bretagne est le suivant :
- Gardiens : Mandanda, Andrade
- Défenseurs : Fanni, Diawara, Hilton, Fomen, M'Bow, Nkoulou, Mbia, Morel, Sabo
- Milieux : Cissé, Diarra, Kaboré, Cheyrou, Abriel, Amalfitano, Valbuena, Lucho
- Attaquants : A. Ayew, Rémy, Gadi, J. Ayew, Omrani

L'avant-saison commence avec des rumeurs persistantes de transfert de Didier Deschamps l'envoyant à l'AS Rome ou au Chelsea FC. Le 6 juin 2011, l’entraîneur prolonge son contrat à l'Olympique de Marseille jusqu'en 2014. 

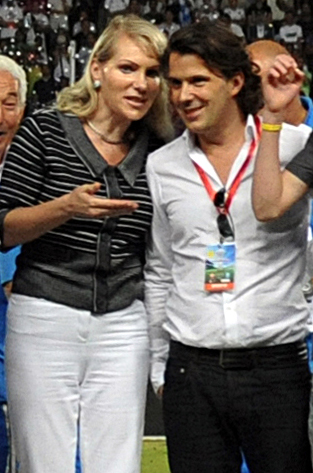
Vincent Labrune, à droite, est le nouveau président du club.

Le 9 juin, Margarita Louis-Dreyfus, l'actionnaire principale du club, publie un communiqué stipulant la modification de la gouvernance et des statuts de l’entreprise OM. Dans le but d'une organisation simplifiée qui permet à l’actionnaire d’améliorer son contrôle financier et sa vision globale de l’économie du club, la SASP abandonne sa structure juridique à Directoire et Conseil de Surveillance pour devenir une société à Conseil d’Administration. Cette mesure a pour conséquence immédiate d'écarter Jean-Claude Dassier du poste de président après 2 ans d'exercice et de le remplacer par Vincent Labrune qui siège jusque-là au conseil de surveillance du club,. Une somme de 20 millions d'euros est également allouée par l'actionnaire à l'entreprise. Cette nouvelle structure administrative est faite dans l'optique d’avoir un circuit court et en toute confiance entre l’actionnaire et la direction opérationnelle ainsi que de se rapprocher d'une structure sportive "à l'anglaise" avec un manager.
Au 23 juin, le président Vincent Labrune liste les ambitions du club pour la saison avec au minimum l'obtention du titre de champion de France et une qualification en huitième de finale de Ligue des champions. Le développement du centre de formation est aussi une donnée prépondérante.

« C’est vital ! Ce n’est pas possible que depuis Samir Nasri, à l’exception notable des frères Ayew, on n’ait pas sorti un joueur. Or, tout le modèle économique d’un club est basé sur les plus-values sur cession de joueurs. Et le meilleur moyen d’en faire, c’est que le joueur soit formé au club. »

— Le président Vincent Labrune, 23 juin 2011 »
Dans la nuit du 12 juillet au 13 juillet, Vitorino Hilton est victime d'un home-jacking en présence de dix membres de sa famille. Il devient ainsi le dixième joueur à subir des violences entre janvier 2010 et juillet 2011. Le lendemain matin, le club publie un communiqué informant de la mise en place de patrouilles effectuées par des agents de sécurité mobiles autour du domicile des joueurs et de la prise de contact avec le Préfet délégué à la sécurité afin d’établir un état des lieux sur les mesures appliquées et l’évolution des enquêtes déjà en cours,. Ces successions d'agression sont la cause même de l'envie de départ de l'argentin Lucho González, dont la mésaventure arrivée à son coéquipier lui rappelle celle qu'il a lui-même subie avec sa famille dans la nuit du 17 mars au 18 mars,,.

« À chaque fois que j'ai fait signer un joueur cette année, les premières questions qui ont été posées ont été celles-ci : est-ce que vous assurez la sécurité, est-ce que ma famille ne risque rien ? »

— José Anigo, 13 juillet 2011 »

### Trophée des champions

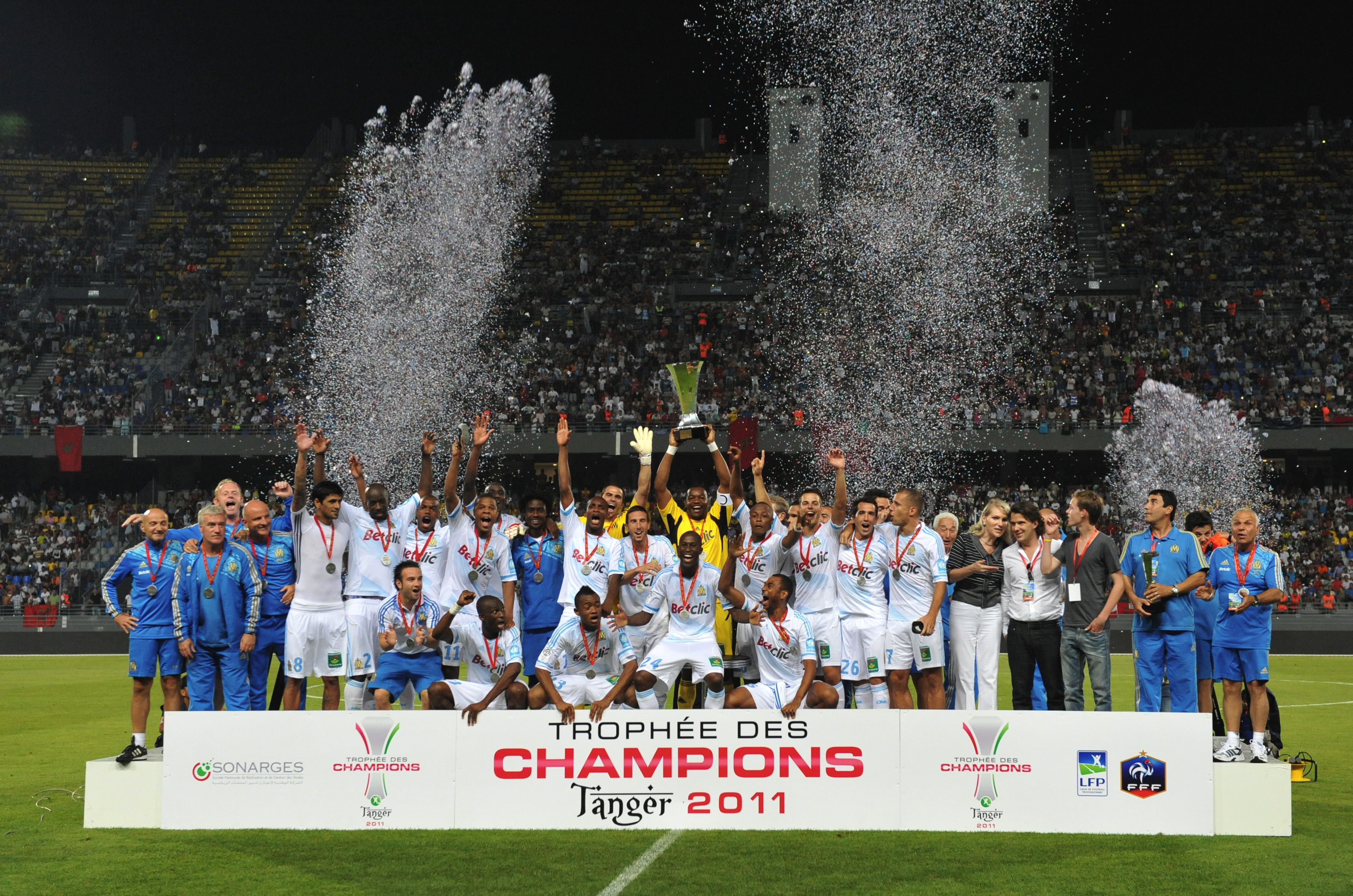
Le capitaine olympien Steve Mandanda, soulevant le Trophée des champions 2011 au stade de Tanger.

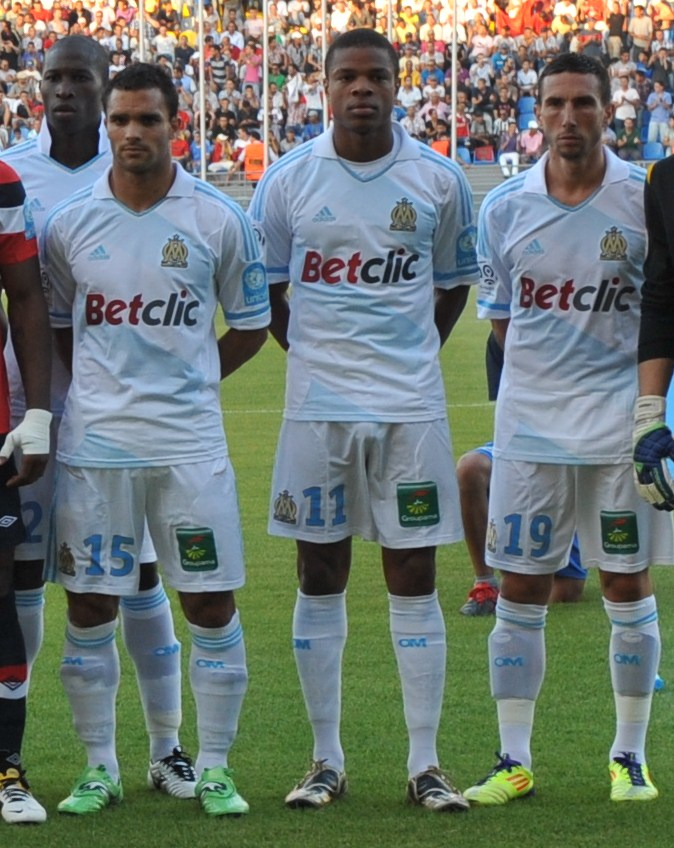
Joueurs marseillais lors de la présentation d'avant-match.

L’Olympique de Marseille participe pour la deuxième fois de suite au Trophée des champions avec l'édition 2011 qui fait escale à Tanger, au Maroc. Le Lille OSC étant champion de France et vainqueur de la Coupe de France pour la saison 2010-2011, les Marseillais disputent ce Trophée en tant que dauphin des Lillois lors du dernier championnat.
Les Marseillais entrent tambour battant dans le match. Dès la quatrième minute de jeu, Morgan Amalfitano trouve le poteau droit de Mickaël Landreau, qui repousse dans la foulée une reprise de Lucho González dont le ballon lui revient dessus. Sur le corner qui suit, le portier lillois dévie une tête d'Alou Diarra. Les Dogues laissent passer l’orage et ouvrent le score sur leur première occasion à la neuvième minute. Sur un coup franc joué en retrait par Eden Hazard, Florent Balmont place une frappe à ras-terre qui trompe Steve Mandanda. Le match se joue sur un bon rythme et le gardien lillois repousse une nouvelle tête de Loïc Rémy peu avant la mi-temps. Au retour des vestiaires, les hommes de Didier Deschamps veulent mettre plus de pression sur le milieu de terrain lillois, mais ils se font prendre en contre et encaissent un deuxième but. Hazard dribble Souleymane Diawara avant d’accélérer et de placer le ballon entre les jambes de Mandanda. À l’heure de jeu, Deschamps fait entrer Jordan Ayew et Charles Kaboré tandis que du côté du LOSC, Dimitri Payet laisse sa place à Ludovic Obraniak. L’aîné de la famille Ayew, André Ayew réduit l'écart d’une frappe écrasée à la soixante et onzième minute. Le match ne perd pas en intensité puisque la minute suivante, Moussa Sow, trompe Mandanda et redonne deux buts d’avance au LOSC qu'ils conservent jusqu'à la quatre-vingt cinquième minute.
À ce moment-ci, les Marseillais bouleversent le scénario d'un match qui compte cinq nouveaux buts inscrits en dix minutes de temps réglementaire et arrêts de jeu. Jérémy Morel réduit tout d’abord l'écart une nouvelle fois pour l’OM en inscrivant son deuxième but sous ses nouvelles couleurs (3-2, 85e) avant que Rémy n’égalise de la tête sur un centre de Lucho (3-3, 87e). La séance de tirs au but semble promise mais Aurélien Chedjou accroche J. Ayew dans la surface de réparation et provoque un penalty transformé par A. Ayew (3-4, 90+1re). La victoire marseillaise ne se dessine qu'une minute avant que Marko Baša ne reprenne de la tête un centre d’Obraniak pour égaliser (4-4, 90+2e). La séance de tirs au but une nouvelle fois promise n'a pas lieu du fait que l’arbitre de la rencontre signale un nouveau penalty pour une faute de Benoît Pedretti sur J. Ayew. Son frère André Ayew, se présente une seconde fois devant Landreau et transforme le penalty qui offre la victoire et le trophée à l’Olympique de Marseille (4-5, 90+5e).

« Je salue les deux équipes, l’OM et le LOSC, pour la magnifique image qu’elles ont donné du football français. La qualité du match d’hier soir à Tanger, même si l’issue a été cruelle pour les Lillois, a constitué la plus belle des promotions dix jours avant la reprise de la Ligue 1. Bravo et merci aux deux clubs ! »

— Le président de la LFP, Frédéric Thiriez, 28 juillet 2011 »
L’OM remporte le Trophée des Champions pour la deuxième fois de suite dans le match le plus prolifique en buts dans l’histoire de l’épreuve. André Ayew, triple buteur de la rencontre, reçoit après le match le Trophée du meilleur joueur.

### Début de championnat

#### Lanterne rouge à la sixième journée

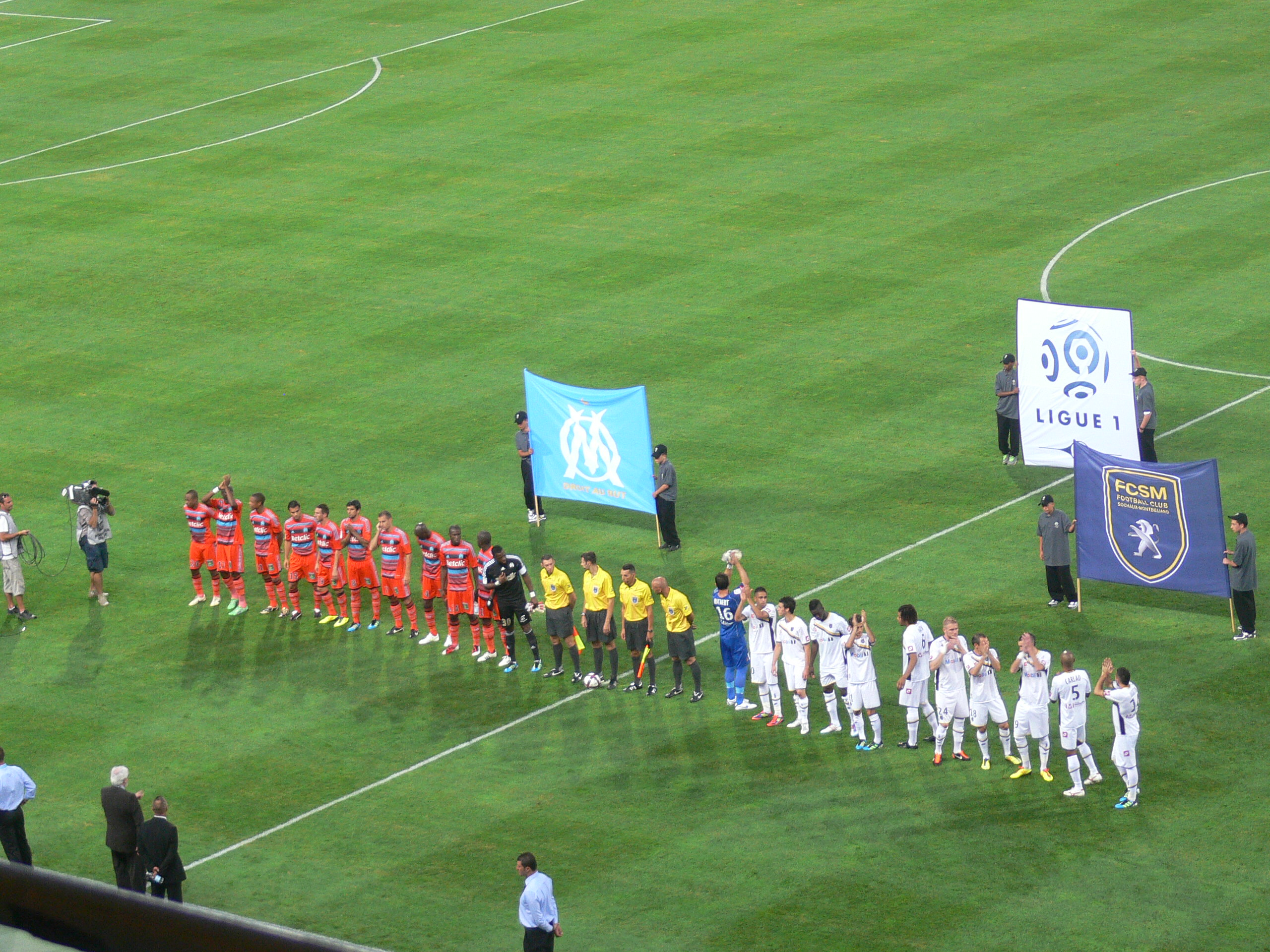
Présentation des équipes avant le match OM-Sochaux (1re journée de Ligue 1).

Les Olympiens réalisent un début de saison insuffisant avec trois points obtenus en quatre matchs à la suite des matchs nuls contre Sochaux (2-2, J1), Auxerre (2-2, J2), Saint-Étienne (0-0, J3) puis la défaite contre Lille (3-2, J4). L'OM connaît une entame identique lors de la saison 1988-1989 qui se termine par le doublé Coupe-Championnat. Le club perd un deuxième et troisième match consécutif, à domicile, contre le Stade rennais sur le score de 0-1, puis, à l'extérieur, contre l'Olympique lyonnais sur un score de 2-0.
Pour le directeur sportif José Anigo, le club ne connait aucun trouble interne et parle d'une « petite crise de résultat » ainsi que d'une place de lanterne rouge « anecdotique » et que seuls les joueurs et l'encadrement ont les moyens de trouver la solution. Didier Deschamps estime que cette période est une période qui arrive « dans une saison, dans une carrière » et appelle ses joueurs à ne pas se démoraliser mais au contraire à rebondir.
La dernière série de trois défaites consécutives pour le club date de la saison 2007-2008 entre la huitième et dixième journée et la précédente fois où le club se retrouve lanterne rouge date d'août 2005, lors de la cinquième journée.

#### Seconde partie du classement

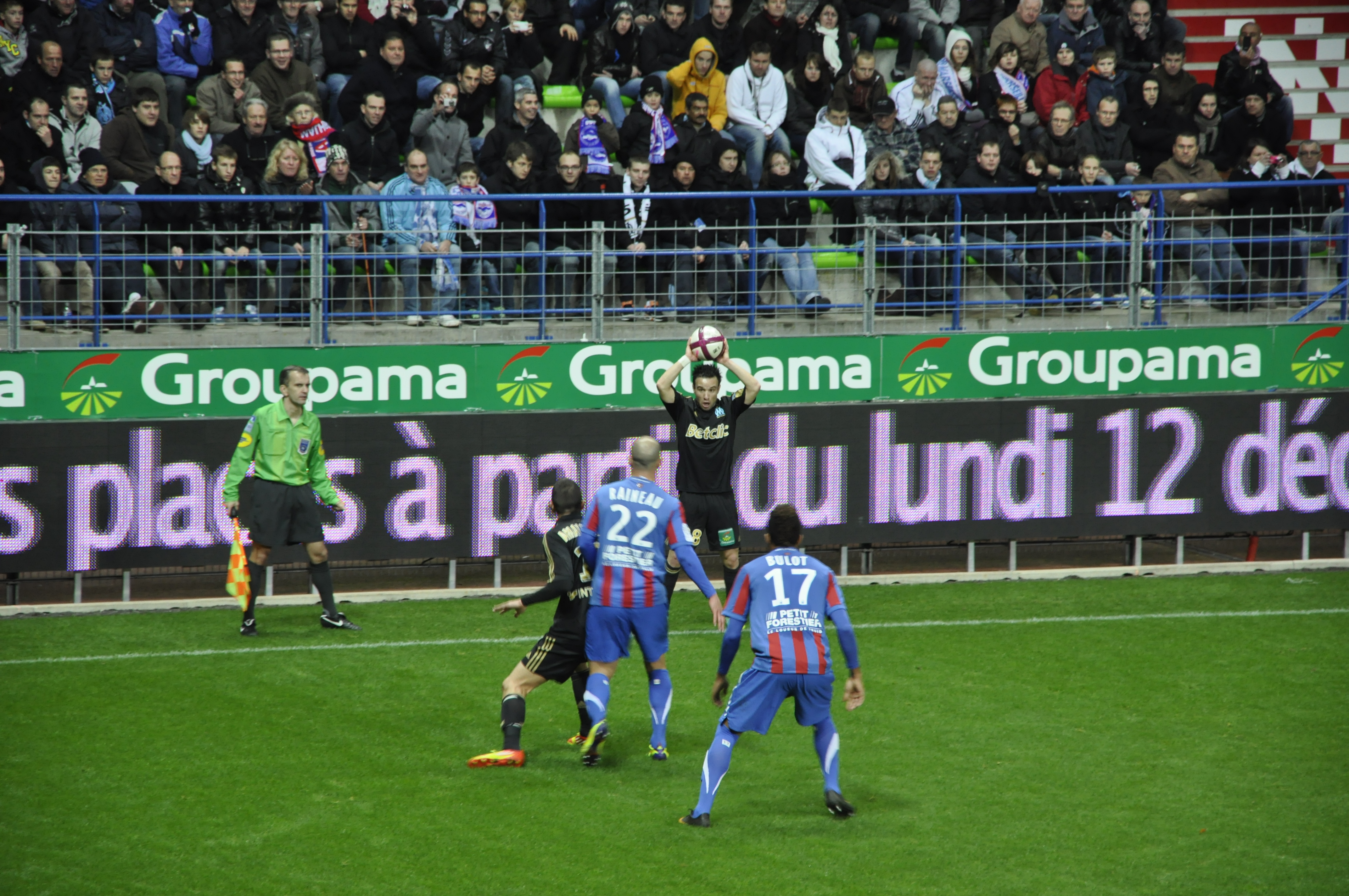
Mathieu Valbuena effectue une touche au Stade Michel-d'Ornano face à Caen, le 2 décembre 2011.

Après la défaite contre Lyon, le club marseillais remporte son premier match en championnat de la saison contre l'Évian TG FC, à domicile, sur le score de deux buts à zéro. Cette victoire permet au club de quitter la zone de relégation en se plaçant à la quinzième place.

### Deuxième partie de saison
Le club olympien commence l'année 2012 avec un stage de deux jours à Peralada en Espagne pour un stage de deux jours du 2 au 4 janvier. Les Marseillais jouent leur premier match de l'année au stade de France contre le Red Star 93 pour le compte des 32e de finale de la Coupe de France. En dehors d'une occasion franche du Red Star à la sixième minute repoussée par Mandanda, les Olympiens ne sont pas inquiétés dans une première période qui s'achève par un but de Jordan Ayew. Lors de la seconde période, l'OM surclasse ses adversaires franciliens, avec quatre buts supplémentaires.

## Transferts
Les choix prioritaires du recrutement sont établis par Didier Deschamps et ciblent trois postes avec un arrière gauche, un milieu défensif et un défenseur central.
La politique du mercato se base sur une enveloppe financière maximale attribuable au poste et au joueur en question, aussi bien en termes de salaires que de transfert, ce qui assure ainsi le meilleur moyen pour que le club puisse contrôler ses dépenses. L'autre axe est de recruter les joueurs le plus tôt possible de façon à commencer la préparation d'avant-saison au complet et de la manière la plus efficace,.
Pour l'entraîneur, le recrutement des joueurs le plus tôt possible est respecté et permet, dans un premier temps, un travail physique commun, puis, dans un second temps, la création d'un esprit de groupe. Taye Taiwo et Gabriel Heinze sont remplacés numériquement par Nicolas Nkoulou et Jérémy Morel. Alou Diarra est recruté pour son poste de milieu défensif souhaité, Morgan Amalfitano pour le domaine de la création au milieu et Gennaro Bracigliano pour être la doublure de Steve Mandanda.
Lors du dernier jour du mercato, le 31 août, André-Pierre Gignac se déplace en Angleterre afin de trouver un club dans l'optique d'un prêt mais reste finalement à l'OM. Cette décision de prêt est souhaitée par le club qui à la suite du début de saison poussif recherche un attaquant à cent pour cent ce qui n'est le cas du joueur notamment depuis son opération.
| Nom                       | Nationalité | Transfert                       | Provenance/Destination   | Division           |
| Arrivées                  |             |                                 |                          |                    |
| Mercato Estival           |             |                                 |                          |                    |
| Gennaro Bracigliano       | France      | Libre                           | AS Nancy-Lorraine        | Ligue 1            |
| Alou Diarra               | France      | Transfert (5 M€)                | FC Girondins de Bordeaux | Ligue 1            |
| Nicolas Nkoulou           | France      | Transfert (3,5 M€)              | AS Monaco FC             | Ligue 2            |
| Djimi Traoré              | Mali        | Libre                           | AS Monaco FC             | Ligue 2            |
| Morgan Amalfitano         | France      | Libre                           | FC Lorient               | Ligue 1            |
| Jérémy Morel              | France      | Transfert (2,5 M€)              | FC Lorient               | Ligue 1            |
| Total dépenses : 11 M€    |             |                                 |                          |                    |
| 1er Contrat Professionnel |             |                                 |                          |                    |
| Mercato Estival           |             |                                 |                          |                    |
| Kévin Osei                | France      | Formé au Club                   | Réserve OM               | CFA 2              |
| Senah Mango               | Togo        | Formé au Club                   | Réserve OM               | CFA 2              |
| Retours de prêt           |             |                                 |                          |                    |
| Mercato Estival           |             |                                 |                          |                    |
| Charley Fomen             | Cameroun    | Retour de prêt                  | Dijon FCO                | Ligue 2            |
| Pape M'Bow                | Sénégal     | Retour de prêt                  | AS Cannes                | National           |
| Retours de prêt           |             |                                 |                          |                    |
| Mercato Hivernal          |             |                                 |                          |                    |
| Brandão                   | Brésil      | Retour de prêt                  | Grêmio Porto             | Serie A            |
| Senah Mango               | Togo        | Retour de prêt                  | AS Monaco FC             | Ligue 2            |
| Kévin Osei                | France      | Retour de prêt                  | Aviron Bayonnais FC      | National           |
| Prêts                     |             |                                 |                          |                    |
| -                         | -           | -                               | -                        | -                  |
| Départ                    |             |                                 |                          |                    |
| Mercato Hivernal          |             |                                 |                          |                    |
| Lucho González            | Argentine   | Libéré                          | FC Porto                 | Liga ZON Sagres    |
| Prêts                     |             |                                 |                          |                    |
| Brandão                   | Brésil      | Prêt (1 an)                     | Grêmio Porto             | Serie A            |
| Senah Mango               | Togo        | Prêt (1 an)                     | AS Monaco FC             | Ligue 2            |
| Leyti N'Diaye             | Sénégal     | Prêt (1 an)                     | AC Ajaccio               | Ligue 1            |
| Alexander N'Doumbou       | Gabon       | Prêt (1 an)                     | US Orléans               | National           |
| Kévin Osei                | France      | Prêt (1 an)                     | Aviron Bayonnais FC      | National           |
| Pape M'Bow                | Sénégal     | Prêt avec option d'achat (1 an) | RAEC Mons                | Jupiler Pro League |
| Fins de contrat           |             |                                 |                          |                    |
| Taye Taiwo                | Nigeria     | Fin de contrat                  | AC Milan                 | Serie A            |
| Gabriel Heinze            | Argentine   | Résiliation de Contrat          | AS Rome                  | Serie A            |
| Vitorino Hilton           | Brésil      | Résiliation de Contrat          | Montpellier HSC          | Ligue 1            |
| Édouard Cissé             | France      | Résiliation de Contrat          | AJ Auxerre               | Ligue 1            |
| Charley Fomen             | Cameroun    | Fin de Contrat                  | Clermont Foot Auvergne   | Ligue 2            |
| Fabrice Abriel            | France      | Fin de Contrat                  | OGC Nice                 | Ligue 1            |
| Jules Goda                | Cameroun    | Fin de contrat                  | Portimonense SC          | Liga Orangina      |
| Mohamed Amine Dennoun     | France      | Fin de contrat                  | ASO Chlef                | Ligue 1            |
| Julien Rodriguez          | France      | Résiliation de Contrat          | -                        | -                  |

### Joueur partant pour la CAN 2012
- Souleymane Diawara convoqué
- André Ayew convoqué
- Jordan Ayew convoqué
- Charles Kaboré convoqué

## Systèmes de jeu
| \| Mandanda Fanni Diawara Mbia Taiwo Cheyrou A. Diarra Lucho Amalfitano A. Ayew Rémy Entr. : Deschamps \| Premier système de jeu utilisé · (4-3-3) |
| Mandanda Fanni Diawara Mbia Taiwo Cheyrou A. Diarra Lucho Amalfitano A. Ayew Rémy Entr. : Deschamps                                                |

| Mandanda Fanni Diawara Mbia Taiwo Cheyrou A. Diarra Lucho Amalfitano A. Ayew Rémy Entr. : Deschamps |

| \| Mandanda Azpilicueta Nkoulou Diawara Taiwo A. Diarra Cheyrou Amalfitano Valbuena A. Ayew Rémy Entr. : Deschamps \| Deuxième système de jeu utilisé · (4-2-3-1) |
| Mandanda Azpilicueta Nkoulou Diawara Taiwo A. Diarra Cheyrou Amalfitano Valbuena A. Ayew Rémy Entr. : Deschamps                                                   |

| Mandanda Azpilicueta Nkoulou Diawara Taiwo A. Diarra Cheyrou Amalfitano Valbuena A. Ayew Rémy Entr. : Deschamps |

## Rencontres de la saison

### Matchs amicaux
L'Olympique de Marseille dispute du 20 au 23 juillet la Copa Baïona, un tournoi organisé à Bayonne, au stade Jean-Dauger où il rencontre l'Udinese Calcio et le Betis Séville. En plus de ce tournoi, trois autres matchs amicaux sont programmés avant le début du championnat : les Olympiens affrontent le Vannes OC, le Montpellier HSC et un match caritatif contre une sélection Manchester United, composée entre autres de joueurs actuels et anciens du club mancunien.

### Trophée des champions
Le Trophée des champions 2011 oppose le Lille OSC à l'Olympique de Marseille. Le match se déroule le 27 juillet 2011 au Stade de Tanger, au Maroc et voit la victoire de l'OM par cinq buts à quatre alors que le club perd un à trois à la quatre-vingt cinquième minute.
| Date       | Adversaire | Lieu   | Score | Buteurs de l'OM                                         | Public |
| ---------- | ---------- | ------ | ----- | ------------------------------------------------------- | ------ |
| 27 juillet | Lille OSC  | Tanger | 5 - 4 | Ayew 71e 90+1e (pen.) 90+5e (pen.), Morel 85e, Rémy 87e | 33 900 |

### Ligue 1
| Date                  | Journée | Adversaire             | Lieu | Score | Buteurs de l'OM                        | Class. | Ecart de pts avec le premier non relégable / premier relégable | Public |
| --------------------- | ------- | ---------------------- | ---- | ----- | -------------------------------------- | ------ | -------------------------------------------------------------- | ------ |
| samedi 6 août         | 1       | FC Sochaux-Montbéliard | Dom. | 2 - 2 | Lucho 38e, Rémy 75e                    | 8e     | + 1                                                            | 41 102 |
| dimanche 14 août      | 2       | AJ Auxerre             | Ext. | 2 - 2 | Rémy 2e, A.Ayew 43e                    | 9e     | + 1                                                            | 19 342 |
| dimanche 21 août      | 3       | AS Saint-Étienne       | Dom. | 0 - 0 | -                                      | 12e    | + 1                                                            | 41 493 |
| dimanche 28 août      | 4       | Lille OSC              | Ext. | 3 - 2 | Valbuena 57e 62e                       | 16e    | + 1                                                            | 17 921 |
| samedi 10 septembre   | 5       | Stade Rennais          | Dom. | 0 - 1 | -                                      | 17e    | - 1                                                            | 40 628 |
| dimanche 18 septembre | 6       | Olympique Lyonnais     | Ext. | 2 - 0 | -                                      | 20e    | - 2                                                            | 38 010 |
| mercredi 21 septembre | 7       | Évian Thonon Gaillard  | Dom. | 2 - 0 | Rémy 25e 74e                           | 15e    | + 1                                                            | 39 357 |
| samedi 24 septembre   | 8       | Valenciennes FC        | Ext. | 1 - 1 | Diawara 16e                            | 13e    | + 1                                                            | 21 642 |
| dimanche 2 octobre    | 9       | Stade Brestois         | Dom. | 1 - 1 | A. Ayew 19e                            | 13e    | + 1                                                            | 39 598 |
| samedi 15 octobre     | 10      | Toulouse FC            | Ext. | 0 - 0 | -                                      | 15e    | + 1                                                            | 30 082 |
| samedi 22 octobre     | 11      | AC Ajaccio             | Dom. | 2 - 0 | A. Ayew 30e 49e                        | 12e    | + 3                                                            | 39 786 |
| samedi 29 octobre     | 12      | Dijon FCO              | Ext. | 2 - 3 | Rémy 1re, Cheyrou 11e, Diarra 82e      | 9e     | + 4                                                            | 15 081 |
| dimanche 6 novembre   | 13      | OGC Nice               | Dom. | 2 - 0 | J. Ayew 72e, Rémy 90+6e (pen.)         | 8e     | + 7                                                            | 39 716 |
| samedi 19 novembre    | 14      | Montpellier HSC        | Ext. | 1 - 0 | -                                      | 10e    | + 4                                                            | 26 241 |
| dimanche 27 novembre  | 15      | Paris Saint-Germain    | Dom. | 3 - 0 | Rémy 9e, Amalfitano 65e, A. Ayew 84e   | 9e     | + 7                                                            | 41 512 |
| vendredi 2 décembre   | 16      | SM Caen                | Ext. | 1 - 2 | A. Ayew 21e, J. Ayew 52e               | 7e     | + 10                                                           | 20 470 |
| samedi 10 décembre    | 17      | Girondins de Bordeaux  | Dom. | 0 - 0 | -                                      | 8e     | + 8                                                            | 40 446 |
| samedi 17 décembre    | 18      | FC Lorient             | Dom. | 2 - 1 | Valbuena 84e, Cheyrou 90+4e            | 8e     | + 10                                                           | 40 080 |
| mardi 20 décembre     | 19      | AS Nancy-Lorraine      | Ext. | 1 - 3 | Valbuena 17e, Mbia 30e, Lucho 90e      | 6e     | + 13                                                           | 19 304 |
| dimanche 15 janvier   | 20      | Lille OSC              | Dom. | 2 - 0 | Rémy 61e 83e                           | 6e     | + 15                                                           | 41 279 |
| dimanche 29 janvier   | 21      | Stade Rennais          | Ext. | 1 - 2 | Apam 44e (csc), Cheyrou 77e            | 5e     | + 17                                                           | 28 802 |
| dimanche 5 février    | 22      | Olympique Lyonnais     | Dom. | 2 - 2 | Cheyrou 16e, Brãndao 34e               | 5e     | + 16                                                           | 41 474 |
| samedi 18 février     | 24      | Valenciennes FC        | Dom. | 1 - 1 | Diarra 16e                             | 4e     | + 16                                                           | 41 055 |
| dimanche 26 février   | 25      | Stade Brestois         | Ext. | 1 - 0 | -                                      | 8e     | + 16                                                           | 15 096 |
| samedi 3 mars         | 26      | Toulouse FC            | Dom. | 0 - 1 | -                                      | 8e     | + 13                                                           | 40 189 |
| mardi 6 mars          | 23      | Évian Thonon Gaillard  | Ext. | 2 - 0 | -                                      | 8e     | + 13                                                           | 14 920 |
| vendredi 9 mars       | 27      | AC Ajaccio             | Ext. | 1 - 0 | -                                      | 8e     | + 12                                                           | 7 830  |
| samedi 17 mars        | 28      | Dijon FCO              | Dom. | 1 - 2 | Rémy 11e (pen.)                        | 9e     | + 10                                                           | 40 445 |
| samedi 24 mars        | 29      | OGC Nice               | Ext. | 1 - 1 | A. Ayew 56e                            | 9e     | + 11                                                           | 11 727 |
| dimanche 8 avril      | 31      | Paris Saint-Germain    | Ext. | 2 - 1 | A. Ayew 59e                            | 9e     | + 7                                                            | 46 252 |
| mercredi 11 avril     | 30      | Montpellier HSC        | Dom. | 1 - 3 | Mbia 33e                               | 9e     | + 7                                                            | 41 519 |
| mercredi 18 avril     | 32      | SM Caen                | Dom. | 1 - 1 | Rémy 26e (pen.)                        | 9e     | + 8                                                            | 39 261 |
| samedi 21 avril       | 33      | Girondins de Bordeaux  | Ext. | 2 - 1 | J. Ayew 56e                            | 10e    | + 7                                                            | 31 440 |
| vendredi 27 avril     | 34      | FC Lorient             | Ext. | 2 - 1 | Valbuena 77e                           | 11e    | + 7                                                            | 15 945 |
| mercredi 2 mai        | 35      | AS Nancy-Lorraine      | Dom. | 1 - 0 | Rémy 31e                               | 10e    | + 10                                                           | 39 430 |
| lundi 7 mai           | 36      | AS Saint-Étienne       | Ext. | 0 - 0 | -                                      | 10e    | + 9                                                            | 22 422 |
| dimanche 13 mai       | 37      | AJ Auxerre             | Dom. | 3 - 0 | Fanni 33e, Azpilicueta 54e, Gignac 90e | 10e    | + 10                                                           | 40 087 |
| dimanche 20 mai       | 38      | FC Sochaux-Montbéliard | Ext. | 1 - 0 | -                                      | 10e    | + 9                                                            | 14 000 |

### Ligue des champions

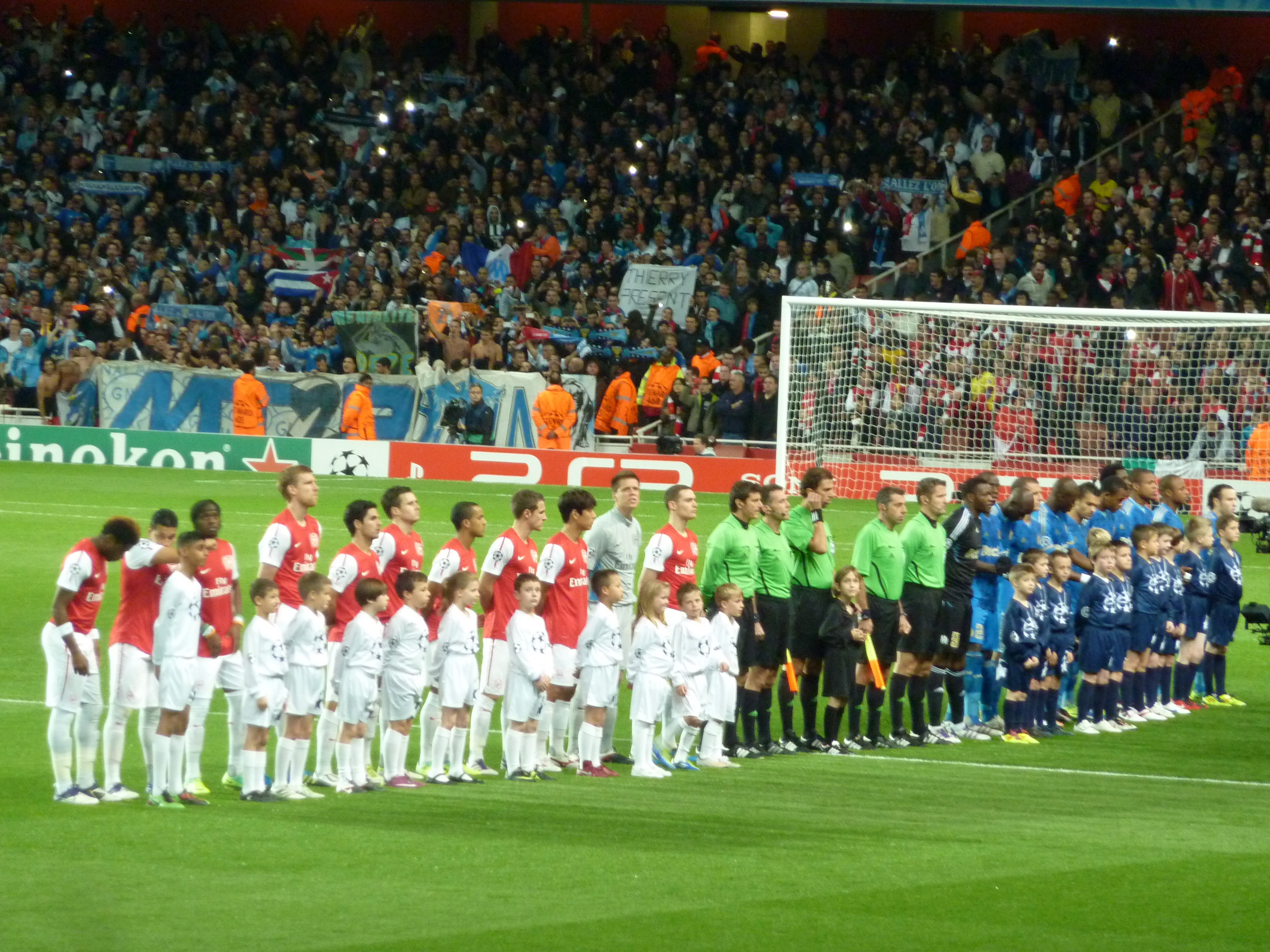
Présentation des équipes avant le match Arsenal-OM (4e journée de Ligue des champions).

Le coefficient UEFA du club phocéen en 2011 permet aux Marseillais d'être dans le pot 2 pour la seconde année consécutive en vue du tirage au sort des phases de poule de la Ligue des champions qui se tient le 25 août.
Le tirage effectué, l'adversaire désigné du chapeau 1 est le club anglais d'Arsenal, celui du chapeau 3 est le club grec de l'Olympiakos et le club allemand du Borussia Dortmund provient du chapeau 4. L'encadrement olympien estime le groupe comme homogène et une qualification est jugée abordable. L'unique contrariété vient de la présence de Dortmund, champion d'Allemagne en titre alors que le pot 4 contient des adversaires plus modeste comme les Tchèques du Viktoria Plzeň ou les Roumains de l'Oţelul Galaţi,.
L'Olympique de Marseille rencontre pour la première fois Arsenal et le Borussia Dortmund en compétition européenne à l'inverse de l'Olympiakos que le club a joué une fois auparavant et éliminé lors de la Coupe UEFA 1994-1995.
Le club commence sa campagne par un déplacement en Grèce contre l'Olympiakos qui dispute pour l'occasion son premier match officiel de la saison à la suite du report du début du championnat grec à cause d'une affaire antérieure de matchs truqués. L'OM gagne un but à zéro et commence sa phase de poule par une victoire, ce qui ne lui pas arrivé depuis la Ligue des champions 2007-2008. L'entraineur Didier Deschamps établit un schéma tactique inédit pour cette rencontre avec la première titularisation de Djimi Traoré en arrière gauche, celle de Nicolas Nkoulou en défense centrale et le repositionnement de Jérémy Morel en ailier gauche. La première période est équilibrée et la plus grosse occasion est pour Loïc Rémy à la trente-septième minute, qui, lancée dans la profondeur côté gauche, dribble Avraám Papadópoulos dans la surface de réparation puis tire sur le poteau. À la cinquante-et-unième minute, Jérémy Morel réalise une incursion dans la surface adverse et centre en retrait pour Lucho González qui marque d'un plat du pied à bout portant. À la suite de l'ouverture du score, l'OM cherche à garder son résultat et connait quelques moments de doutes qui sont accentués par l'exclusion de Rod Fanni à la quatre-vingt onzième minute,.
Dans l'autre rencontre, le Borussia Dortmund obtient un match nul un partout contre Arsenal, ce qui permet aux Marseillais d'être leader de leur poule à la fin de la première journée.
L'Olympique de Marseille arrache sa qualification contre le Borussia Dortmund dans le dernier match de poules, à quelques minutes de la fin de la rencontre, grâce à Mathieu Valbuena, qui inscrit un but décisif donnant la victoire aux Marseillais (2-3).
En 8es de finale, l'OM affronte l'Inter Milan. Le match aller se déroule au Stade Vélodrome. Il est remporté par les Marseillais à la toute dernière minute de jeu, grâce à un but inscrit de la tête par André Ayew (1-0).
Lors du match retour, l'Inter Milan l'emporte dans les toutes dernières secondes (2-1), un score qui qualifie l'OM à la faveur du but marqué à l'extérieur par Brandao.
En quart de finale, l'Olympique de Marseille affronte le Bayern Munich et se fait éliminer 4-0 au cumulé des deux matchs
| Rang | Équipe                 | Pts | J | G | N | P | Bp | Bc | Diff |  | Résultats (▼ dom., ► ext.) |     |     |     |     |
| ---- | ---------------------- | --- | - | - | - | - | -- | -- | ---- |  | -------------------------- | --- | --- | --- | --- |
| 1    | Arsenal                | 11  | 6 | 3 | 2 | 1 | 7  | 6  | +1   |  | Arsenal                    |     | 0-0 | 2-1 | 2-1 |
| 2    | Olympique de Marseille | 10  | 6 | 3 | 1 | 2 | 7  | 4  | +3   |  | Olympique de Marseille     | 0-1 |     | 3-0 | 0-1 |
| 3    | Olympiakos             | 9   | 6 | 3 | 0 | 3 | 8  | 6  | +2   |  | Olympiakos                 | 3-1 | 0-1 | 3-1 |     |
| 4    | Borussia Dortmund      | 4   | 6 | 1 | 1 | 4 | 6  | 12 | -6   |  | Borussia Dortmund          | 1-1 | 2-3 |     | 1-0 |

| Date         | Tour                   | Adversaire        | Lieu | Score | Buteurs de l'OM                       | Class.        | Public |
| ------------ | ---------------------- | ----------------- | ---- | ----- | ------------------------------------- | ------------- | ------ |
| 13 septembre | Phase de groupes, j. 1 | Olympiakos        | Ext. | 0 - 1 | Lucho 51e                             | 1er           | 30 040 |
| 28 septembre | Phase de groupes, j. 2 | Borussia Dortmund | Dom. | 3 - 0 | A. Ayew 20e 69e (pen.), Rémy 62e      | 1er           | 26 142 |
| 19 octobre   | Phase de groupes, j. 3 | Arsenal           | Dom. | 0 - 1 | -                                     | 2e            | 33 258 |
| 1er novembre | Phase de groupes, j. 4 | Arsenal           | Ext. | 0 - 0 | -                                     | 2e            | 59 961 |
| 23 novembre  | Phase de groupes, j. 5 | Olympiakos        | Dom. | 0 - 1 | -                                     | 2e            | 25 392 |
| 6 décembre   | Phase de groupes, j. 6 | Borussia Dortmund | Ext. | 2 - 3 | Rémy 45+3e, A. Ayew 84e, Valbuena 87e | 2e            | 65 000 |
| 22 février   | Huitièmes de finale    | Inter Milan       | Dom. | 1 - 0 | A. Ayew 90+3e                         | A. Ayew 90+3e | 36 000 |
| 13 mars      | Huitièmes de finale    | Inter Milan       | Ext. | 2 - 1 | Brandao 90+2e                         | Brandao 90+2e | 70 000 |
| 28 mars      | Quart de finale        | Bayern Munich     | Dom. | 0 - 2 | -                                     | -             | 32 000 |
| 3 avril      | Quart de finale        | Bayern Munich     | Ext. | 2 - 0 | -                                     | -             | 70 000 |

### Coupe de la Ligue
Marseille, double tenant du titre, est exempt des seizième de finale du fait de son statut de participant à une compétition européenne.
Lors du tirage au sort des huitièmes de finale, Lille, l'OM, Lyon et Paris, les quatre premiers du championnat 2010-2011 sont désignés têtes de série et ne peuvent se rencontrer. L'OM affronte le Racing Club de Lens au Stade Vélodrome. L'OM gagne sur un score de quatre buts à zéro dont trois inscrits en seconde mi-temps et réalise un match plein. Le match intervient quelques jours après un accrochage médiatique entre Didier Deschamps et José Anigo et la presse, d'une manière générale, compare cette rencontre avec le début de saison du club et y voit de net progrès dans le jeu. Cette seule victoire ne semble pas atténuer les tensions internes au club mais laisse la presse entrevoir les prémices d'un renouveau
| Date        | Tour               | Adversaire              | Lieu | Score    | Buteurs de l'OM                         | Public |
| ----------- | ------------------ | ----------------------- | ---- | -------- | --------------------------------------- | ------ |
| 25 octobre  | Huitième de finale | RC Lens (L2)            | Dom. | 4 - 0    | Gignac 14e, J. Ayew 68e, Rémy 82e 90+3e | 17 972 |
| 10 janvier  | Quart de finale    | SM Caen (L1)            | Ext. | 0 - 3    | Valbuena 7e 52e, Rémy 21e               | 15 674 |
| 1er février | Demi-finale        | OGC Nice (L1)           | Dom. | 2 - 1    | Rémy 16e, Brandão 57e                   | 12 567 |
| 14 avril    | Finale             | Olympique lyonnais (L1) | Neu. | 1 - 0 ap | Brandão 105e                            | 78 877 |

### Coupe de France
| Date       | Tour                      | Adversaire              | Lieu | Score    | Buteurs de l'OM                                           | Public |
| ---------- | ------------------------- | ----------------------- | ---- | -------- | --------------------------------------------------------- | ------ |
| 7 janvier  | Trente-deuxième de finale | Red Star 93 (N)         | Ext. | 0 - 5    | J. Ayew 43e 90+1e, Valbuena 64e, A. Ayew 82e, Cheyrou 87e | 50 892 |
| 22 janvier | Seizième de finale        | Le Havre AC (L2)        | Dom. | 3 - 1 ap | Brandão 64e, Amalfitano 104e, Rémy 120e+1                 | 12 999 |
| 15 février | Huitième de finale        | FC Bourg-Péronnas (CFA) | Dom. | 3 - 1    | Brandão 28e 45+2e, J. Ayew 54e                            | 8 837  |
| 20 mars    | Quart de finale           | US Quevilly (N)         | Ext. | 3 - 2    | Rémy 85e 112e                                             | 22 000 |

Présentation des équipes lors du match Red Star 93 - Marseille du 7 janvier 2012 au Stade de France.

## Classement du Championnat de France

### Classement
Classement de Ligue 1 2011-2012
| Rang | Équipe                    | Pts | J  | G  | N  | P  | Bp | Bc | Diff |
| ---- | ------------------------- | --- | -- | -- | -- | -- | -- | -- | ---- |
| 1    | Montpellier HSC           | 82  | 38 | 25 | 7  | 6  | 68 | 34 | +34  |
| 2    | Paris SG                  | 79  | 38 | 23 | 10 | 5  | 75 | 41 | +34  |
| 3    | Lille OSC                 | 74  | 38 | 21 | 11 | 6  | 72 | 39 | +33  |
| 4    | Olympique lyonnais CF     | 64  | 38 | 19 | 7  | 12 | 64 | 51 | +13  |
| 5    | Girondins de Bordeaux     | 61  | 38 | 16 | 13 | 9  | 53 | 41 | +12  |
| 6    | Stade rennais             | 60  | 38 | 17 | 9  | 12 | 53 | 44 | +9   |
| 7    | AS Saint-Étienne          | 57  | 38 | 16 | 9  | 13 | 49 | 45 | +4   |
| 8    | Toulouse FC               | 56  | 38 | 15 | 11 | 12 | 37 | 34 | +3   |
| 9    | Évian Thonon Gaillard P   | 50  | 38 | 13 | 11 | 14 | 54 | 55 | -1   |
| 10   | Olympique de Marseille CL | 48  | 38 | 12 | 12 | 14 | 45 | 41 | +4   |
| 11   | AS Nancy-Lorraine         | 45  | 38 | 11 | 12 | 15 | 38 | 48 | -10  |
| 12   | Valenciennes FC           | 43  | 38 | 12 | 7  | 19 | 40 | 50 | -10  |
| 13   | OGC Nice                  | 42  | 38 | 10 | 12 | 16 | 39 | 46 | -7   |
| 14   | FC Sochaux-Montbéliard    | 42  | 38 | 11 | 9  | 18 | 40 | 60 | -20  |
| 15   | Stade brestois 29         | 41  | 38 | 8  | 17 | 13 | 31 | 38 | -7   |
| 16   | AC Ajaccio P              | 41  | 38 | 9  | 14 | 15 | 40 | 61 | -21  |
| 17   | FC Lorient                | 39  | 38 | 9  | 12 | 17 | 35 | 49 | -14  |
| 18   | SM Caen                   | 38  | 38 | 9  | 11 | 18 | 39 | 59 | -20  |
| 19   | Dijon FCO P               | 36  | 38 | 9  | 9  | 20 | 38 | 63 | -25  |
| 20   | AJ Auxerre                | 34  | 38 | 7  | 13 | 18 | 46 | 57 | -11  |

Qualifications européennes
Ligue des champions 2012-2013
- 1er et 2e : phase de groupes
- 3e : tour de barrages pour non-champions

Ligue Europa 2012-2013
- CF : phase de groupes
- 4e : tour de barrage
- CL ou 5e : 3e tour de qualification

Relégation
- 18e, 19e et 20e : relégation en Ligue 2 2012-2013

Abréviations
 : Tenant du titre

CF : Vainqueur de la Coupe de France 2011-2012

CL : Vainqueur de la Coupe de la Ligue 2011-2012

P : Promus de Ligue 2 2010-2011

## Effectif professionnel de la saison
L'effectif professionnel compte vingt-six joueurs et se compose de trois gardiens de but, neuf défenseurs, sept milieux de terrain et six attaquants. Parmi eux, on compte quinze joueurs ayant porté le maillot de leur équipe nationale au cours de leur carrière avec six Français, sept Africains, un Européen et un Sud-américain.
Les joueurs appelés en sélection durant la saison sont Steve Mandanda, Alou Diarra, Mathieu Valbuena et Loïc Rémy pour les Français, Souleymane Diawara en équipe du Sénégal, André Ayew et Jordan Ayew en équipe du Ghana, Lucho González en équipe d'Argentine qui retrouve pour la première fois la sélection depuis 2009, Nicolas Nkoulou en équipe du Cameroun, Charles Kaboré en équipe du Burkina Faso ainsi que César Azpilicueta en équipe d'Espagne espoir avec laquelle il remporte l'Euro 2011 espoirs.

### Equipes-types
| Mandanda Azpilicueta Diawara Nkoulou Morel Amalfitano Cheyrou A. Diarra A. Ayew Valbuena Rémy |
| 1er système utilisé : 4-5-1                                                                   |

| Mandanda Azpilicueta Diawara Nkoulou Morel Amalfitano A. Diarra Cheyrou A. Ayew Valbuena Rémy |
| 2e système utilisé : 4-3-3                                                                    |

| Mandanda Azpilicueta Diawara Nkoulou Morel Valbuena A. Diarra Cheyrou A. Ayew Rémy Brandão |
| 3e système utilisé : 4-4-2                                                                 |

## Aspects juridiques et économiques

### Aspects juridiques

#### Organigramme
Le tableau ci-dessous présente l'organigramme de l'Olympique de Marseille pour la saison 2011-2012.
| Fonction                   | Nom                  |
| -------------------------- | -------------------- |
| Président du directoire    | Vincent Labrune      |
| Directeur sportif          | José Anigo           |
| Directeur général          | Philippe Pérez       |
| Directeur général adjoint  | Luc Laboz            |
| Responsable du recrutement | Jean-Philippe Durand |
| Coordinateur sportif       | Louis Vassallucci    |
| Secrétaire général         | Cédric Dufoix        |

| Fonction                           | Nom                  |
| ---------------------------------- | -------------------- |
| Directeur de la sécurité           | Guy Cazadamont       |
| Président de l'association OM      | Jean-Pierre Foucault |
| Vice-président de l'association OM | Robert Nazarétian    |

## Statistiques

### Statistiques collectives
| Compétition           | Débute au tour   | Place ou tour final | Première rencontre | Dernière rencontre | Nombre de matchs |
| Ligue 1               | -                | -                   | 6 août 2011        | 20 mai 2012        | 38               |
| Ligue des champions   | Phase de groupes | 1/4 de finale       | 13 septembre 2011  | 3 avril 2012       | 10               |
| Coupe de France       | 1/32 de finale   | 1/4 de finale       | 7 janvier 2011     | 20 mars 2012       | 4                |
| Coupe de la Ligue     | 1/8 de finale    | Vainqueur           | 25 octobre 2011    | 14 avril 2012      | 4                |
| Trophée des champions | Finale           | Vainqueur           | 27 juillet 2011    | 27 juillet 2011    | 1                |

#### En Ligue 1
- Meilleur classement : 4e (J24)
- Pire classement : 20e (J6)
- Plus grand écart de points avec le premier relégable : + 17 (J21)
- Plus grand écart de points avec le premier non relégable : - 2 (J6)
- Plus grande série de victoires : 4 (J18 à 21)
- Plus grande série de matchs nuls : 3 (J1 à 3 / J8 à 10)
- Plus grande série de défaites : 5 (J25-26 + J23 en retard + J27-28)
- Plus grande série de matchs sans défaite : 9 (J15 à J24 [sans la J23])
- Plus grande série de matchs sans victoire : 13 (J22 + J24 à 26 + J23 en retard + J27 à 29 + J31 + J30 en retard + J32 à 34)
- Plus large victoire : 3-0 (contre Paris SG et Auxerre)
- Plus large défaite : 1-3 (contre Montpellier), 2-0 (contre Lyon et Evian Thonon)
- Plus grande série de matchs en marquant au moins un but : 8 (J28-29 + J31 + J30 en retard + J32 à 35)
- Plus grande série de matchs sans marquer : 4 (J25-26 + J23 en retard + J27)
- But le plus rapidement marqué par l'OM (à la minute près) :   1re (par Loïc Rémy contre Dijon [J12])
- But le plus rapidement encaissé (à la minute près) :   1re (par Jussiê pour Bordeaux [J33])
- But le plus tardivement marqué par l'OM (à la minute près) :   90+6e (pen.) (par Loïc Rémy contre Nice [J13])
- But le plus tardivement encaissé (à la minute près) :   90+2e (par José Saez pour Valenciennes [J8])
- Joueur de l'OM ayant marqué un doublé : Mathieu Valbuena (contre Lille [J4]), Loïc Rémy (contre Evian Thonon [J7] et Lille [J20]), André Ayew (contre Ajaccio [J11])
- Joueur adverse ayant marqué un doublé : Moussa Sow (pour Lille [J4]), Jérôme Leroy (pour Evian Thonon [J23]), Younès Belhanda pour (Montpellier [J30]), Jussiê (pour Bordeaux [J33])
- Rencontre avec le plus de buts marqués par l'OM : 3 (victoires 3-0 contre Paris SG et Auxerre / victoire 1-3 contre Nancy / victoire 2-3 contre Dijon)
- Rencontre avec le plus de buts encaissés : 3 (défaite 1-3 contre Montpellier / défaite 3-2 contre Lille)
- Rencontre la plus prolifique en buts : 5 (victoire 2-3 contre Dijon / défaite 3-2 contre Lille)
- Rencontre la moins prolifique : 0 (contre Saint-Etienne, Toulouse, Bordeaux et Saint-Etienne)

#### Toutes compétitions confondues
- Plus large victoire : 0-5 (contre Red Star [CDF 1/32e]
- Plus large défaite : 0-2 (contre Bayern Munich [LDC 1/4 aller], 1-3 (contre Montpellier [L1 J30]), 2-0 (contre Lyon [L1 J6], Evian Thonon [L1 J23] et Bayern Munich [LDC 1/4 retour])
- But le plus rapidement marqué par l'OM :   90+6e (pen.) (par Loïc Rémy contre Nice [L1 J13])
- But le plus rapidement encaissé :   90+2e (par José Saez pour Valenciennes [L1 J8])
- But le plus tardivement marqué par l'OM :   120+1e (par Loïc Rémy contre Le Havre [CDF 1/16e])
- But le plus tardivement encaissé :   117e (par John-Christophe Ayina pour Quevilly [CDF 1/4]
- Joueur de l'OM ayant marqué un doublé : Mathieu Valbuena (contre Lille [L1 J4] et Caen [CDL 1/4), Loïc Rémy (contre Evian Thonon [L1 J7], Lille [L1 J20], Lens [CDL 1/4] et Quevilly [CDF 1/4]), André Ayew (contre Ajaccio [L1 J11] et Borussia Dortmund [LDC J2]), Jordan Ayew (contre Red Star [CDF 1/32e]), Brandao (contre Bourg-Péronnas [CDF 1/8e])
- Joueur adverse ayant marqué un doublé : Moussa Sow (pour Lille [L1 J4]), Jérôme Leroy (pour Evian Thonon [L1 J23]), Younès Belhanda pour (Montpellier [L1 J30]), Jussiê (pour Bordeaux [L1 J33]), Ivica Olic (pour Bayern Munich [LDC 1/4 retour]), John-Christophe Ayina (pour Quevilly [CDF 1/4])
- Joueur de l'OM ayant marqué un triplé : André Ayew (contre Lille [TDC])
- Joueur adverse ayant marqué un triplé : aucun
- Rencontre avec le plus de buts marqués par l'OM : 5 (victoire 0-5 contre Red Star [CDF 1/32e] / victoire 4-5 contre Lille [TDC])
- Rencontre avec le plus de buts encaissés : 4 (victoire 4-5 contre Lille [TDC])
- Rencontre la plus prolifique en buts : 9 (victoire 4-5 contre Lille [TDC])
- Rencontre la moins prolifique : 0 (contre Saint-Etienne [L1 J3], Toulouse [L1 J10], Bordeaux [L1 J17] Saint-Etienne [L1 J36] et Arsenal [LDC J4])

### Statistiques buteurs
| Place   | Nom                  | Championnat de L1 | Coupe de France | Coupe de la Ligue | Ligue des champions | Trophée des champions | TOTAL des BUTS |
| 1       | Loïc Rémy            | 12 buts           | 3 buts          | 4 buts            | 2 buts              | 1 but                 | 22 buts        |
| 2       | André Ayew           | 8 buts            | 1 but           | -                 | 4 buts              | 3 buts                | 16 buts        |
| 3       | Mathieu Valbuena     | 4 buts            | 1 but           | 2 buts            | 1 but               | -                     | 8 buts         |
| 4       | Jordan Ayew          | 2 buts            | 3 buts          | 1 but             | -                   | -                     | 6 buts         |
| 4       | Brandão              | 1 but             | 3 buts          | 1 but             | 1 but               | -                     | 6 buts         |
| 6       | Lucho González       | 2 buts            | -               | -                 | 1 but               | -                     | 3 buts         |
| 6       | Benoît Cheyrou       | 2 buts            | 1 but           | -                 | -                   | -                     | 3 buts         |
| 7       | Morgan Amalfitano    | 1 but             | 1 but           | -                 | -                   | -                     | 2 buts         |
| 7       | Alou Diarra          | 2 buts            | -               | -                 | -                   | -                     | 2 buts         |
| 8       | Jérémy Morel         | -                 | -               | -                 | -                   | 1 but                 | 1 but          |
| 8       | Souleymane Diawara   | 1 but             | -               | -                 | -                   | -                     | 1 but          |
| 8       | André-Pierre Gignac  | 1 but             | -               | 1 but             | -                   | -                     | 2 but          |
| #       | contre son camp      | 1 but             | -               | -                 | -                   | -                     | 1 but          |
| Détails | 12 buteurs olympiens | 34 buts           | 13 buts         | 9 buts            | 8 buts              | 5 buts                | 70 buts        |

Mis à jour le 20 mai 2012 .

### Statistiques passeurs
| Place | Nom                   | Championnat de L1 | Coupe de France | Coupe de la Ligue | Ligue des champions | Trophée des champions | TOTAL des passes |
| 1     | Mathieu Valbuena      | 11 passes         | 1 passe         | 1 passe           | 1 passe             | -                     | 14 passes        |
| 2     | Morgan Amalfitano     | 2 passes          | 2 passes        | 2 passes          | 2 passe             | -                     | 8 passes         |
| 3     | André Ayew            | -                 | 3 passes        | -                 | -                   | -                     | 3 passes         |
| 3     | César Azpilicueta     | 2 passes          | 1 passe         | -                 | -                   | -                     | 3 passes         |
| 4     | Loïc Rémy             | 1 passe           | -               | -                 | 1 passe             | -                     | 2 passes         |
| 4     | Jordan Ayew           | 1 passe           | -               | 1 passe           | -                   | -                     | 2 passes         |
| 4     | Jérémy Morel          | -                 | -               | 1 passe           | 1 passe             | -                     | 2 passes         |
| 5     | Lucho González        | -                 | -               | -                 | -                   | 1 passe               | 1 passe          |
| 5     | Charles Kaboré        | 1 passe           | -               | -                 | -                   | -                     | 1 passe          |
| 5     | Souleymane Diawara    | 1 passe           | -               | -                 | -                   | -                     | 1 passe          |
| 5     | Brandão               | -                 | 1 passe         | -                 | -                   | -                     | 1 passe          |
| 5     | Benoît Cheyrou        | -                 | 1 passe         | -                 | -                   | -                     | 1 passe          |
| 5     | Rod Fanni             | 1 passe           | -               | -                 | -                   | -                     | 1 passe          |
| 5     | Steve Mandanda        | -                 | -               | -                 | 1 passe             | -                     | 1 passe          |
| #     | 14 passeurs olympiens | 20 passes         | 9 passes        | 5 passes          | 6 passes            | 1 passe               | 41 passes        |

Mis à jour le 20 mai 2012 .

### Statistiques individuelles
| Numéro | Nat. | Nom         | Championnat | Championnat | Championnat | Championnat  | Coupe de France | Coupe de France | Coupe de France | Coupe de France | Coupe de la ligue | Coupe de la ligue | Coupe de la ligue | Coupe de la ligue | Ligue des champions | Ligue des champions | Ligue des champions | Ligue des champions | Trophée des champions | Trophée des champions | Trophée des champions | Trophée des champions | Total | Total       | Total  | Total        |
| Numéro | Nat. | Nom         | M.j.        | But inscrit | Averti      | Carton rouge | M.j.            | But inscrit     | Averti          | Carton rouge    | M.j.              | But inscrit       | Averti            | Carton rouge      | M.j.                | But inscrit         | Averti              | Carton rouge        | M.j.                  | But inscrit           | Averti                | Carton rouge          | M.j.  | But inscrit | Averti | Carton rouge |
| ------ | ---- | ----------- | ----------- | ----------- | ----------- | ------------ | --------------- | --------------- | --------------- | --------------- | ----------------- | ----------------- | ----------------- | ----------------- | ------------------- | ------------------- | ------------------- | ------------------- | --------------------- | --------------------- | --------------------- | --------------------- | ----- | ----------- | ------ | ------------ |
| 1      |      | Bracigliano | 0           | 0           | 0           | 0            | 2               | 0               | 0               | 0               | 2                 | 0                 | 0                 | 0                 | 1                   | 0                   | 0                   | 0                   | 0                     | 0                     | 0                     | 0                     | 5     | 0           | 0      | 0            |
| 2      |      | Azpilicueta | 30          | 1           | 5           | 0            | 3               | 0               | 0               | 0               | 3                 | 0                 | 0                 | 0                 | 8                   | 0                   | 0                   | 0                   | 0                     | 0                     | 0                     | 0                     | 44    | 1           | 5      | 0            |
| 3      |      | Nkoulou     | 30          | 0           | 6           | 1            | 2               | 0               | 0               | 0               | 4                 | 0                 | 2                 | 0                 | 10                  | 0                   | 0                   | 0                   | 0                     | 0                     | 0                     | 0                     | 48    | 0           | 8      | 1            |
| 4      |      | Diarra      | 34          | 2           | 8           | 0            | 3               | 0               | 0               | 0               | 3                 | 0                 | 1                 | 0                 | 9                   | 0                   | 2                   | 0                   | 1                     | 0                     | 0                     | 0                     | 50    | 2           | 11     | 0            |
| 6      |      | Cissé       | 0           | 0           | 0           | 0            | 0               | 0               | 0               | 0               | 0                 | 0                 | 0                 | 0                 | 0                   | 0                   | 0                   | 0                   | 0                     | 0                     | 0                     | 0                     | 0     | 0           | 0      | 0            |
| 7      |      | Cheyrou     | 33          | 4           | 4           | 0            | 3               | 1               | 0               | 0               | 3                 | 0                 | 0                 | 0                 | 1                   | 0                   | 0                   | 0                   | 1                     | 0                     | 0                     | 0                     | 49    | 5           | 4      | 0            |
| 8      |      | Lucho       | 19          | 2           | 1           | 0            | 2               | 0               | 0               | 0               | 2                 | 0                 | 0                 | 0                 | 6                   | 1                   | 0                   | 0                   | 1                     | 0                     | 0                     | 0                     | 29    | 3           | 1      | 0            |
| 9      |      | Brandão     | 17          | 1           | 4           | 0            | 3               | 3               | 0               | 0               | 2                 | 2                 | 0                 | 0                 | 4                   | 1                   | 0                   | 0                   | 0                     | 0                     | 0                     | 0                     | 26    | 7           | 4      | 0            |
| 10     |      | Gignac      | 21          | 1           | 3           | 0            | 1               | 0               | 0               | 0               | 1                 | 1                 | 0                 | 0                 | 4                   | 0                   | 1                   | 0                   | 0                     | 0                     | 0                     | 0                     | 27    | 2           | 4      | 0            |
| 11     |      | Rémy        | 29          | 12          | 3           | 0            | 4               | 3               | 0               | 0               | 4                 | 4                 | 0                 | 0                 | 9                   | 2                   | 1                   | 0                   | 1                     | 1                     | 0                     | 0                     | 53    | 25          | 4      | 0            |
| 12     |      | Kaboré      | 25          | 0           | 4           | 2            | 4               | 0               | 0               | 0               | 3                 | 0                 | 0                 | 0                 | 6                   | 0                   | 0                   | 0                   | 1                     | 0                     | 0                     | 0                     | 38    | 0           | 4      | 2            |
| 13     |      | Traoré      | 11          | 0           | 1           | 0            | 3               | 0               | 0               | 0               | 3                 | 0                 | 0                 | 0                 | 3                   | 0                   | 0                   | 0                   | 0                     | 0                     | 0                     | 0                     | 20    | 0           | 1      | 0            |
| 14     |      | N'Diaye     | 0           | 0           | 0           | 0            | 0               | 0               | 0               | 0               | 0                 | 0                 | 0                 | 0                 | 0                   | 0                   | 0                   | 0                   | 0                     | 0                     | 0                     | 0                     | 0     | 0           | 0      | 0            |
| 15     |      | Morel       | 33          | 0           | 3           | 0            | 3               | 0               | 0               | 0               | 4                 | 0                 | 0                 | 0                 | 8                   | 0                   | 2                   | 0                   | 1                     | 1                     | 1                     | 0                     | 26    | 1           | 6      | 0            |
| 16     |      | Andrade     | 0           | 0           | 0           | 0            | 0               | 0               | 0               | 0               | 0                 | 0                 | 0                 | 0                 | 1                   | 0                   | 0                   | 0                   | 0                     | 0                     | 0                     | 0                     | 1     | 0           | 0      | 0            |
| 17     |      | Mbia        | 15          | 2           | 8           | 1            | 2               | 0               | 0               | 0               | 2                 | 0                 | 1                 | 0                 | 5                   | 0                   | 1                   | 0                   | 1                     | 0                     | 0                     | 0                     | 27    | 2           | 10     | 1            |
| 18     |      | Amalfitano  | 32          | 1           | 7           | 0            | 4               | 1               | 1               | 0               | 4                 | 0                 | 0                 | 0                 | 9                   | 0                   | 2                   | 0                   | 1                     | 0                     | 0                     | 0                     | 50    | 2           | 10     | 0            |
| 19     |      | Osei        | 0           | 0           | 0           | 0            | 0               | 0               | 0               | 0               | 0                 | 0                 | 0                 | 0                 | 0                   | 0                   | 0                   | 0                   | 0                     | 0                     | 0                     | 0                     | 0     | 0           | 0      | 0            |
| 20     |      | A. Ayew     | 26          | 8           | 5           | 0            | 3               | 1               | 1               | 0               | 1                 | 0                 | 0                 | 0                 | 9                   | 4                   | 2                   | 0                   | 1                     | 3                     | 0                     | 0                     | 48    | 18          | 8      | 0            |
| 21     |      | Diawara     | 23          | 1           | 5           | 0            | 3               | 0               | 0               | 0               | 0                 | 0                 | 0                 | 0                 | 8                   | 0                   | 1                   | 0                   | 1                     | 0                     | 0                     | 0                     | 41    | 1           | 6      | 0            |
| 22     |      | Jobello     | 1           | 0           | 0           | 0            | 0               | 0               | 0               | 0               | 0                 | 0                 | 0                 | 0                 | 0                   | 0                   | 0                   | 0                   | 0                     | 0                     | 0                     | 0                     | 1     | 0           | 0      | 0            |
| 23     |      | N'Doumbou   | 0           | 0           | 0           | 0            | 0               | 0               | 0               | 0               | 0                 | 0                 | 0                 | 0                 | 0                   | 0                   | 0                   | 0                   | 0                     | 0                     | 0                     | 0                     | 0     | 0           | 0      | 0            |
| 23     |      | J. Ayew     | 34          | 3           | 3           | 0            | 3               | 3               | 0               | 0               | 1                 | 1                 | 1                 | 0                 | 6                   | 0                   | 3                   | 1                   | 1                     | 0                     | 0                     | 0                     | 53    | 9           | 7      | 1            |
| 24     |      | Fanni       | 29          | 1           | 1           | 1            | 3               | 0               | 0               | 0               | 3                 | 0                 | 0                 | 0                 | 5                   | 0                   | 0                   | 1                   | 1                     | 0                     | 0                     | 0                     | 41    | 1           | 1      | 2            |
| 25     |      | Omrani      | 1           | 0           | 1           | 0            | 1               | 0               | 0               | 0               | 1                 | 0                 | 0                 | 0                 | 0                   | 0                   | 0                   | 0                   | 0                     | 0                     | 0                     | 0                     | 3     | 0           | 1      | 0            |
| 26     |      | Sabo        | 4           | 0           | 0           | 0            | 2               | 0               | 0               | 0               | 2                 | 0                 | 0                 | 0                 | 1                   | 0                   | 0                   | 0                   | 0                     | 0                     | 0                     | 0                     | 9     | 0           | 0      | 0            |
| 27     |      | M'Bow       | 0           | 0           | 0           | 0            | 0               | 0               | 0               | 0               | 0                 | 0                 | 0                 | 0                 | 0                   | 0                   | 0                   | 0                   | 0                     | 0                     | 0                     | 0                     | 0     | 0           | 0      | 0            |
| 27     |      | Azouni      | 0           | 0           | 0           | 0            | 0               | 0               | 0               | 0               | 0                 | 0                 | 0                 | 0                 | 0                   | 0                   | 0                   | 0                   | 0                     | 0                     | 0                     | 0                     | 0     | 0           | 0      | 0            |
| 28     |      | Valbuena    | 33          | 5           | 8           | 0            | 3               | 1               | 0               | 0               | 4                 | 2                 | 0                 | 1                 | 9                   | 1                   | 1                   | 0                   | 0                     | 0                     | 0                     | 0                     | 53    | 9           | 9      | 1            |
| 29     |      | Gadi        | 3           | 0           | 0           | 0            | 1               | 0               | 0               | 0               | 1                 | 0                 | 0                 | 0                 | 0                   | 0                   | 0                   | 0                   | 0                     | 0                     | 0                     | 0                     | 5     | 0           | 0      | 0            |
| 30     |      | Mandanda    | 38          | 0           | 2           | 0            | 2               | 0               | 0               | 0               | 2                 | 0                 | 0                 | 0                 | 9                   | 0                   | 1                   | 1                   | 1                     | 0                     | 0                     | 0                     | 28    | 0           | 3      | 1            |
| 31     |      | Roland      | 0           | 0           | 0           | 0            | 0               | 0               | 0               | 0               | 0                 | 0                 | 0                 | 0                 | 0                   | 0                   | 0                   | 0                   | 0                     | 0                     | 0                     | 0                     | 0     | 0           | 0      | 0            |
| 32     |      | Ammari      | 0           | 0           | 0           | 0            | 0               | 0               | 0               | 0               | 0                 | 0                 | 0                 | 0                 | 0                   | 0                   | 0                   | 0                   | 0                     | 0                     | 0                     | 0                     | 0     | 0           | 0      | 0            |
| 33     |      | Abdullah    | 0           | 0           | 0           | 0            | 0               | 0               | 0               | 0               | 0                 | 0                 | 0                 | 0                 | 0                   | 0                   | 0                   | 0                   | 0                     | 0                     | 0                     | 0                     | 0     | 0           | 0      | 0            |
| 34     |      | Moulet      | 0           | 0           | 0           | 0            | 0               | 0               | 0               | 0               | 0                 | 0                 | 0                 | 0                 | 0                   | 0                   | 0                   | 0                   | 0                     | 0                     | 0                     | 0                     | 0     | 0           | 0      | 0            |
| 35     |      | Lowinsky    | 0           | 0           | 0           | 0            | 0               | 0               | 0               | 0               | 0                 | 0                 | 0                 | 0                 | 0                   | 0                   | 0                   | 0                   | 0                     | 0                     | 0                     | 0                     | 0     | 0           | 0      | 0            |
| 40     |      | Fabri       | 0           | 0           | 0           | 0            | 0               | 0               | 0               | 0               | 0                 | 0                 | 0                 | 0                 | 0                   | 0                   | 0                   | 0                   | 0                     | 0                     | 0                     | 0                     | 0     | 0           | 0      | 0            |

Date de mise à jour : le 01 septembre 2012.

## Aspects juridiques et économiques
Le 16 novembre 2011, l'Olympique de Marseille annonce un partenariat de deux ans avec Citroën.
Le 13 janvier 2012, l'Olympique de Marseille annonce que Intersport sera le nouveau sponsor principal à la place de BetClic pour les saisons 2012-2013 et 2013-2014.
Intersport versera sept millions d'euros pour ces deux saisons.